# Rio Haryanto
Rio Haryanto (født 22. januar 1993 i Surakarta) er en indonesisk racerkører, der i 2016-sæsonen kørte Formel 1 for Manor Racing i sæsonens første halvdel. Det var Haryantos debutsæson i serien, ligesom han blev den første Formel 1-kører fra Indonesien.